# 麥克唐納鎮區 (密蘇里州巴里縣)
麦克唐纳鎮區（英語：McDonald Township）是位於美國密蘇里州巴里縣的一個行政鎮區。

## 地方資料
麦克唐纳鎮區的面積為98.54平方千米，皆為陸地。根據2020年美國人口普查的數據，當地共有人口642人，而人口密度為每平方千米6.52人。